# Liste von Vampirfilmen und -serien
Die Liste von Vampirfilmen zählt chronologisch Filme und Fernsehserien auf, die von Vampiren handeln oder in denen Vampire eine größere Rolle spielen. Sie erhebt keinen Anspruch darauf, vollständig zu sein.

## Filme

### Vor 1920
In den frühen Stummfilmen vor 1920 kommen keine blutsaugenden Vampire vor. In diesen Filmen werden vielmehr verführerische Vamps thematisiert, die anderen die Lebensenergie aussaugen.
- 1911: The Vampire (Regie: William Nicholas Selig)
- 1912: Vampyrdanserinden (Regie: August Blom)
- 1913: The Vampire (Regie: Robert G. Vignola)
- 1915: Saved From the Vampire (Regie: Dell Henderson)
- 1915: The Devil’s Daughter (Regie: Frank Powell)
- 1915: A Fool There Was (Regie: Frank Powell)
- 1915: Zhenshchina vampir (Regie: Viktor Tourjansky)
- 1915: The Vampire (Regie: Alice Guy-Blaché)
- 1918: Der grüne Vampyr (Regie: William Kahn)
- 1919: Lilith und Ly (Regie: Erich Kober)

### 1920–1929
- 1920: Genuine (Regie: Robert Wiene)
- 1921: Drakula halála (Regie: Károly Lajthay)
- 1922: Nosferatu – Eine Symphonie des Grauens (Regie: F. W. Murnau)
- 1927: Um Mitternacht (Regie: Tod Browning)

### 1930–1939
- 1931: Dracula (Regie: Tod Browning, englische Version)
- 1931: Drácula (Regie: George Melford, spanische Version)
- 1932: Vampyr – Der Traum des Allan Gray (Regie: Carl Theodor Dreyer)
- 1932: Boo (Regie: Albert DeMond)
- 1933: The Vampire Bat (Regie: Frank R. Strayer)
- 1935: Das Zeichen des Vampirs (Regie: Tod Browning)
- 1935: Condemned to Live (Regie: Frank R. Strayer)
- 1936: Draculas Tochter (Regie: Lambert Hillyer)

### 1940–1949
- 1940: The Devil Bat (Regie: Jean Yarbrough)
- 1943: Draculas Sohn (Regie: Robert Siodmak)
- 1943: Dead Men Walk (Regie: Sam Newfield)
- 1944: Frankensteins Haus (Regie: Erle C. Kenton)
- 1944: Die Rückkehr der Vampire (Regie: Lew Landers)
- 1945: Draculas Haus (Regie: Erle C. Kenton)
- 1945: Le Vampire (Regie: Jean Painlevé)
- 1945: The Vampire’s Ghost (Regie: Lesley Selander)
- 1945: Isle of the Dead (Regie: Mark Robson)
- 1946: Devil Bat’s Daughter (Regie: Frank Wisbar)
- 1948: Abbott und Costello treffen Frankenstein (Regie: Charles Barton)

### 1950–1959
- 1952: Mother Riley Meets the Vampire (Regie: John Gilling)
- 1953: Drakula Istanbul’da (Regie: Mehmet Muhtar)
- 1956: Der Vampir von Notre Dame (Regie: Riccardo Freda, Mario Bava)
- 1957: Blood of Dracula (Regie: Herbert L. Strock)
- 1957: Immer bei Anbruch der Nacht (Regie: Paul Landres)
- 1957: Vampiro (Regie: Fernando Mendez)
- 1957: Gesandter des Grauens (Regie: Roger Corman)
- 1958: Der Dämon mit den blutigen Händen (Regie: Henry Cass)
- 1958: Dracula (Regie: Terence Fisher)
- 1958: Der Sarg des Vampiro (Regie: Fernando Méndez)
- 1958: Draculas Blutnacht (Regie: Paul Landres)
- 1959: Plan 9 aus dem Weltall (Regie: Ed Wood)
- 1959: Schlechte Zeiten für Vampire (Regie: Stefano Vanzina)

### 1960–1969
- 1960: Die Stunde, wenn Dracula kommt (Regie: Mario Bava)
- 1960: Dracula und seine Bräute (Regie: Terence Fisher)
- 1960: …und vor Lust zu sterben (Regie: Roger Vadim)
- 1960: Die Geliebte des Vampirs (Regie: Renato Polselli)
- 1961: Supermann gegen Vampire (Regie: Alfonso Corona Blake)
- 1961: Vampire gegen Herakles (Regie: Mario Bava)
- 1962: Die Rache des Vampirs (Regie: Roberto Mauri)
- 1962: House on Bare Mountain (Regie: Lee Frost)
- 1963: Der Kuß des Vampirs (Regie: Don Sharp)
- 1963: Der Fluch der grünen Augen (Regie: Ákos von Ráthonyi)
- 1963: Die drei Gesichter der Furcht (Regie: Mario Bava)
- 1964: Batman Dracula (Regie: Andy Warhol)
- 1964: Die Todeskarten des Dr. Schreck (Regie: Freddie Francis)
- 1964: The Last Man on Earth (Regie: Sidney Salkow)
- 1964: Ein Toter hing am Glockenseil (Regie: Camillo Mastrocinque)
- 1964: Danza macabra (Regie: Antonio Margheriti)
- 1965: Blut für Dracula (Regie: Terence Fisher)
- 1965: Die Gruft der toten Frauen (Regie: Lance Comfort)
- 1965: Orgy of the Dead (Regie: Stephen C. Apostolof)
- 1965: Planet der Vampire (Regie: Mario Bava)
- 1966: Curse of the Vampires (Regie: Gerardo de Leon)
- 1966: Gespensterparty (Regie: Earl Bellamy)
- 1966: Billy the Kid vs. Dracula (Regie: William Beaudine)
- 1966: Queen of Blood (Regie: Curtis Harrington)
- 1967: Galerie des Grauens (Regie: David L. Hewitt)
- 1967: Tanz der Vampire (Regie: Roman Polański)
- 1967: Batman Fights Dracula (Regie: Leody M. Diaz)
- 1967: Das Geheimnis der Todesinsel (Regie: Mel Welles)
- 1967: Frankensteins Monster-Party (Regie: Jules Bass)
- 1967: Sangre de vírgenes (Regie: Emilio Vieyra)
- 1967: Zinda Laash (Regie: Khwaja Sarfaraz)
- 1967: Der Vampir (Regie: Stanisław Lenartowicz)
- 1968: Goké – Vampir aus dem Weltall (Regie: Hajime Sato)
- 1968: Dracula (Regie: Patrick Dromgoole)
- 1968: Die Vampire des Dr. Dracula (Regie: Enrique L. Equiluz)
- 1968: Die Vergewaltigung des Vampirs (Regie: Jean Rollin)
- 1968: Der Todesengel (Regie: Frederic Goode)
- 1968: Draculas Rückkehr (Regie: Freddie Francis)
- 1969: Dracula und seine Opfer (Regie: Al Adamson)
- 1969: Die nackten Vampire (Regie: Jean Rollin)

### 1970–1979
- 1970: Wie schmeckt das Blut von Dracula? (Regie: Peter Sasdy)
- 1970: Totentanz der Vampire (Regie: Peter Duffell)
- 1970: Cuadecuc, vampir (Regie: Pere Portabella)
- 1970: Der Vampir von Schloss Frankenstein (Regie: José Luis Madrid)
- 1970: Jonathan (Regie: Hans W. Geißendörfer)
- 1970: Beiß mich Liebling! (Regie: Helmut Förnbacher)
- 1970: Dracula – Nächte des Entsetzens (Regie: Roy Ward Baker)
- 1970: Dracula jagt Frankenstein (Regie: Tulio Demicheli)
- 1970: Gruft der Vampire (Regie: Roy Ward Baker)
- 1970: Junges Blut für Dracula (Regie: Bob Kelljan)
- 1970: Nachts, wenn Dracula erwacht (Regie: Jess Franco)
- 1970: Schloß der Vampire (Regie: Dan Curtis)
- 1970: Valerie – Eine Woche voller Wunder (Regie: Jaromil Jireš)
- 1971: Gebissen wird nur nachts – das Happening der Vampire (Regie: Freddie Francis)
- 1971: Blut an den Lippen (Regie: Harry Kümel)
- 1971: Die sieben Pranken des Satans (Regie: Bob Kelljan)
- 1971: Dracula im Schloß des Schreckens (Regie: Antonio Margheriti)
- 1971: Draculas Bluthochzeit mit Frankenstein (Regie: Al Adamson)
- 1971: Draculas Hexenjagd (Regie: John Hough)
- 1971: Nacht der Vampire (Regie: León Klimovsky)
- 1971: Nur Vampire küssen blutig (Regie: Jimmy Sangster)
- 1971: Requiem for a Vampire (Regie: Jean Rollin)
- 1971: Sexual-Terror der entfesselten Vampire (Regie: Jean Rollin)
- 1971: The Velvet Vampire (Regie: Stephanie Rothman)
- 1971: Vampyros Lesbos – Erbin des Dracula (Regie: Jess Franco)
- 1971: Das Schloß der verlorenen Seelen (Regie: Dan Curtis)
- 1971: Hrabě Drakula (Regie: Anna Procházková)
- 1972: Blacula (Regie: William Craine)
- 1972: Circus der Vampire (Regie: Robert Young)
- 1972: Die Nacht der offenen Särge (Regie: Jess Franco)
- 1972: Dracula jagt Minimädchen (Regie: Alan Gibson)
- 1972: Horrortrip (Regie: Jose M. Elorrieta)
- 1972: Eine Jungfrau in den Krallen von Vampiren (Regie: Jess Franco)
- 1972: Deathmaster (Regie: Roy Danton)
- 1972: La notte dei diavoli (Regie: Giorgio Ferroni)
- 1972: The Night Stalker (Regie: John Llewellyn Moxey)
- 1973: Dracula (Regie: Jack Nixon-Browne)
- 1973: Ganja & Hess (Regie: Bill Gunn)
- 1973: Der Fluch der schwarzen Schwestern (Regie: Joseph W. Sarno)
- 1973: La saga de los Drácula (Regie: León Klimovsky)
- 1973: Der Schrei des Todes (Regie: Bob Kelljan)
- 1973: Dracula (Regie: Dan Curtis)
- 1973: Die Zärtlichkeit der Wölfe (Regie: Ulli Lommel)
- 1973: Dracula braucht frisches Blut (Regie: Alan Gibson)
- 1973: Female Vampire – Erotikill (Regie: Jess Franco)
- 1973: Lemora, the Lady Dracula (Regie: Richard Blackburn)
- 1973: Leptirica (Regie: Djordje Kadijevic)
- 1973: In der Schlinge des Teufels (Regie: Roy Ward Baker)
- 1974: Die Gruft des Grauens (Regie: John Hayes)
- 1974: Andy Warhol’s Dracula (Regie: Paul Morrissey)
- 1974: Captain Kronos – Vampirjäger (Regie: Brian Clemens)
- 1974: Die 7 goldenen Vampire (Regie: Roy Ward Baker)
- 1974: Bat People – Die Blutsauger (Regie: Jerry Jameson)
- 1974: Vampira (Regie: Clive Donner)
- 1974: Vampyres (Regie: José Ramón Larraz)
- 1974: Woodoo – Orgie des Grauens (Regie: Amando de Ossorio)
- 1975: Blutsauger (Regie: León Klimovsky)
- 1975: Saga of the Draculas (Regie: León Klimovsky)
- 1975: Deafula (Regie: Peter Wolf)
- 1975/78: Lady Dracula (Regie: F.J. Gottlieb)
- 1976: Die Herren Dracula (Regie: Édouard Molinaro)
- 1977: Count Dracula (Regie: Philip Saville)
- 1977: Draculas Todesrennen (Regie: Charles Band)
- 1977: Draculin (Regie: Juan Fortuny)
- 1977: Martin (Regie: George A. Romero)
- 1977: Rabid – Der brüllende Tod (Regie: David Cronenberg)
- 1977: Zoltan, Draculas Bluthund (Regie: Albert Band)
- 1978: Alucarda, la hija de las tinieblas (Regie: Juan López Moctezuma)
- 1978: Doctor Dracula (Regie: Paul Aratow, Al Adamson)
- 1979: Nosferatu – Phantom der Nacht (Regie: Werner Herzog)
- 1979: Blutdurst (Regie: Rod Hardy)
- 1979: Brennen muss Salem (Regie: Tobe Hooper)
- 1979: Der Großstadtvampir (Regie: E.W. Swackhamer)
- 1979: Dracula (Regie: John Badham)
- 1979: Graf Dracula (beisst jetzt) in Oberbayern (Regie: Carlo Ombra)
- 1979: Liebe auf den ersten Biss (Regie: Stan Dragoti)
- 1979: Liebling, du beißt so gut (Regie: Philip Marshak)
- 1979: Schwingen der Angst (Regie: Arthur Hiller)
- 1979: Nocturna (Regie: Harry Tampa)
- 1979: Das wahre Leben des Fürsten Dracula (Regie: Doru Nastase) kein echter Vampirfilm, Filmbiografie über den historischen Vlad Tepes Dracula

### 1980–1989
- 1980: Passion of Dracula (Regie: Bob Hall)
- 1980: Draculas Ende (Regie: Dominic Paris)
- 1980: Dynastie Dracula (Regie: Alfredo B. Crevenna)
- 1980: Herrscher der Finsternis: Vampir Dracula (Regie: Akinori Nagaoka, Minoru Okazaki)
- 1980: Last Rites (Regie: Domonic Paris)
- 1980: Les Charlots contre Dracula (Regie: Jean-Pierre Desagnat, Jean-Pierre Vergne)
- 1980: Monster Club (Regie: Roy Ward Baker)
- 1980: Fade to Black – Die schönen Morde des Eric Binford (Regie: Vernon Zimmermann)
- 1980: Yami no Teiō: Kyūketsuki Dracula (Regie: Akinori Nagaoka, Minoru Okazaki)
- 1981: Der Autovampir (Regie: Juraj Herz)
- 1981: Die Rückkehr der Familie Frankenstein (Regie: Don Weis)
- 1982: Anna i wampir (Regie: Janusz Kidawa, Pawel Partyka)
- 1982: Strasek, der Vampir (Regie: Theodor Boder)
- 1982: The Horror Star (Regie: Norman Thaddeus Vane)
- 1982: The Living Dead Girl (Regie: Jean Rollin)
- 1983: Begierde (Regie: Tony Scott)
- 1983: Die unheimliche Macht (Regie: Michael Mann)
- 1983: Frightmare – Alptraum (Regie: Norman Thaddeus Vane)
- 1984: Kammer der Schrecken (Regie: Elly Kenner)
- 1984: The Black Room (Regie: Elly Kenner)
- 1984: Bad Blood for the Vampire (Regie: Li-sane Tibodo)
- 1985: Die Einsteiger (Regie: Siggi Götz)
- 1985: Die rabenschwarze Nacht – Fright Night (Regie: Tom Holland)
- 1985: Krieg der Vampire (Regie: Juan Padrón)
- 1985: Lifeforce – Die tödliche Bedrohung (Regie: Tobe Hooper)
- 1985: Transsylvania 6-5000 (Regie: Rudy DeLuca)
- 1985: Wenn Vampire lieben (Regie: Grzegorz Warchol)
- 1985: Zwei Vollidioten schlagen zu (Regie: Neri Parenti)
- 1985: Einmal beißen bitte (Regie: Howard Storm)
- 1985: Vampire Hunter D (Regie: Toyoo Ashida)
- 1985: Mr. Vampire – Geung see sin sang (Regie: Ricky Lau)
- 1986: Gothic (Regie: Ken Russell)
- 1986: Ninja the violent Sorcerer (Regie: Bruce Lambert)
- 1986: Jesus – Der Film (Regie: Michael Brynntrup)
- 1986: Vamp (Regie: Richard Wenk)
- 1986: Geung see ga zuk (Regie: Ricky Lau)
- 1987: Der traurige Vampir (Regie: David Ruehm)
- 1987: Der Vampir, mein Nagetier (Regie: Jay Raskin)
- 1987: Nachtschicht (Regie: Jerry Ciccoritti)
- 1987: Monster Busters (Regie: Fred Dekker)
- 1987: Near Dark – Die Nacht hat ihren Preis (Regie: Kathryn Bigelow)
- 1987: Explosion der Leidenschaften (Regie: David DeCoteau)
- 1987: Rampage – Anklage Massenmord (Regie: William Friedkin)
- 1987: Salem 2 – Die Rückkehr (Regie: Larry Cohen)
- 1987: The Lost Boys (Regie: Joel Schumacher)
- 1987: Vampir Party (Regie: Daniel M. Petersen)
- 1987: Le vampire et le lapin (Regie: Boris Bergman)
- 1987: Liebe mit Biß (Regie: Jimmy Huston)
- 1987: Mr. Vampire 3 – Ling wan sin sang (Regie: Ricky Lau)
- 1988: Der Biss der Schlangenfrau (Regie: Ken Russell)
- 1988: Dinner with the Vampire (Regie: Lamberto Bava)
- 1988: Der Vampir aus dem All (Regie: Jim Wynorski)
- 1988: Draculas Witwe (Regie: Christopher Coppola)
- 1988: Mein Nachbar, der Vampir (Regie: Tommy Lee Wallace)
- 1988: Graveyard Shift 2 (Regie: Jerry Ciccoritti)
- 1988: L.A. Midnight (Regie: Gregory McClatchy)
- 1988: Nosferatu in Venedig (Regie: Augusto Caminito)
- 1988: Teen Vamp (Regie: Samuel Bradford)
- 1988: Tödliche Lippen (Regie: Deran Sarafian)
- 1988: Vampire Princess Miyu (Regie: Toshihiro Hirano)
- 1988: Vampiros Sexos (Regie: Carl Andersen)
- 1988: Robo Vampire (Regie: Godfrey Ho)
- 1988: Daffy Duck’s Quackbusters (Regie: Greg Ford, Terry Lennon)
- 1988: Geung see suk suk (Regie: Ricky Lau)
- 1989: Beverly Hills Vamp (Regie: Fred Olen Ray)
- 1989: Midnight Cop (Regie: Farhad Mann)
- 1989: I was a Teenage Zabbadoing (Regie: Carl Andersen)
- 1989: Nightlife (Regie: Daniel Taplitz)
- 1989: Revivencial (Regie: Moisés Neto)
- 1989: Vampire’s Kiss (Regie: Robert Bierman)
- 1989: Sundown – Der Rückzug der Vampire (Regie: Anthony Hickox)
- 1989: Dance of the Damned (Regie: Katt Shea)

### 1990–1999
- 1990: Daughter of Darkness (Regie: Stuart Gordon)
- 1990: Dreamliners (Regie: David Blyth)
- 1990: Iron Thunder (Regie: Dirk Campbell)
- 1990: Rockula (Regie: Luca Bercovici)
- 1990: Schrei in der Stille (Regie: Philip Ridley)
- 1990: Der Tod im Morgengrauen (Regie: Anthony Hickox)
- 1990: Pale Blood (Regie: V.V. Dachin Hsu)
- 1990: Vampyre (Regie: Bruce G. Hallenbeck)
- 1990: Vampire in New York (Regie: James Bond III)
- 1991: Mein Großvater ist ein Vampir (Regie: David Blyth)
- 1991: Spaceshift (Regie: Anthony Hickox)
- 1991: Children of the Night / Subspecies – In the Twilight (Regie: Tony Randel)
- 1991: Diener des Bösen (Regie: Ted Nicolaou)
- 1991: The Deadly Avenger (Regie: Robert Rundle)
- 1991: New York Vampire (Regie: Greg Lamberson)
- 1991: The Lost Platoon (Regie: David A. Prior)
- 1992: Ein Vampir im Paradies (Regie: Abdelkrim Bahloul)
- 1992: Bloody Marie – Eine Frau mit Biß (Regie: John Landis)
- 1992: Bram Stoker’s Dracula (Regie: Francis Ford Coppola)
- 1992: Buffy – Der Vampir-Killer (Regie: Fran Rubel Kuzui)
- 1992: Cronos (Regie: Guillermo del Toro)
- 1993: Project Vampire (Regie: Peter Flynn)
- 1993: Corman’s Dracula (Regie: Fred Gallo)
- 1993: Leif Jonker’s Darkness (Regie:Leif Jonker)
- 1993: Midnight Kiss (Regie: Joel Bender)
- 1993: Stephen King’s Golden Tales (Regie: Michael Gornick)
- 1993: The Casebook of Sherlock Holmes – The Last Vampyre (Regie: Tim Sullivan)
- 1993: Bloodstone: Subspecies II (Regie: Ted Nicolaou)
- 1993: Tale of a Vampire (Regie: Shimako Sato)
- 1993: Svatba upíru (Regie: Jaroslav Soukup)
- 1993: Love Bites (Regie: Malcolm Marmorstein)
- 1994: Bloodlust: Subspecies III (Regie: Ted Nicolaou)
- 1994: Accumulator 1 (Regie: Jan Svěrák)
- 1994: Dracula (Regie: Mario Salieri)
- 1994: Interview mit einem Vampir (Regie: Neil Jordan)
- 1994: Nadja (Regie: Michael Almereyda)
- 1994: Nosferatu – Vampirische Leidenschaft (Regie: Anne Goursaud)
- 1995: The Addiction (Regie: Abel Ferrara)
- 1995: Dracula – Tot aber glücklich (Regie: Mel Brooks)
- 1995: Eine unheimliche Familie zum Schreien (Regie: Robert Ginty)
- 1995: Night Hunter (Regie: Rick Jacobson)
- 1995: Vampire in Brooklyn (Regie: Wes Craven)
- 1996: Frankenstein and Me (Regie: Robert Tinnell)
- 1996: From Dusk Till Dawn (Regie: Robert Rodriguez)
- 1996: Bordello of Blood (Regie: Gilbert Adler)
- 1996: Macabre Pair of Shorts (Regie: Scott Mabbutt)
- 1996: Munsters fröhliche Weihnachten (Regie: Ian Emes)
- 1996: Vampirella (Regie: Jim Wynorski)
- 1996: Vampirellas in Ketten (Regie: Carl Andersen)
- 1996: The Vampyre Wars (Regie: Hugh Parks)
- 1996: Shadowzone – Die Vampire von Manhattan (Regie: Stephen Williams)
- 1997: Besucher aus dem Jenseits – Sie kommen bei Nacht (Regie: Peter Werner)
- 1997: Evil Creatures (Regie: Charles Band)
- 1997: Pathos (Regie: Kevin Abosch)
- 1997: Revenant – Sie kommen in der Nacht (Regie: Richard Elfman)
- 1997: Stephen King’s The Night Flier (Regie: Mark Pavia)
- 1997: Vampire Journals (Regie: Ted Nicolaou)
- 1997: Jean Rollin’s Vampire (Regie: Jean Rollin)
- 1998: Witchcraft X: Mistress of the Craft (Regie: Elisar Cabrera)
- 1998: Angel of the Night (Regie: Shaky González)
- 1998: Blade (Regie: Stephen Norrington)
- 1998: Bloodsuckers (Regie: Ulli Lommel)
- 1998: Die Weisheit der Krokodile (Regie: Po-Chih Leong)
- 1998: Vampire (Regie: John Carpenter)
- 1998: Kiss my Blood (Regie: David Jazay)
- 1998: Razor Blade Smile (Regie: Jack West)
- 1998: Subspecies IV – Im Blutrausch (Regie: Ted Nicolaou)
- 1998: Sucker the Vampire (Regie: Hans Rodionoff)
- 1998: Teenager Space Vampires (Regie: Martin Wood)
- 1998: Vampir der Leidenschaft (Regie: Kelley Cauthen)
- 1999: Die Hard Dracula (Regie: Peter Horak)
- 1999: From Dusk Till Dawn 2 – Texas Blood Money (Regie: Scott Spiegel)
- 1999: Kalter Kuss – Cold Hearts (Regie: Robert A. Masciantonio)
- 1999: Vampire Sex – Lady Dracula 3 (Regie: Jess Franco)
- 1999: Vampyre Femmes (Regie: Tim Sullivan)
- 1999: Angriff der Weltraumvampire (Regie: Martin Wood)

### 2000–2009
- 2000: Vampire Hunter D: Bloodlust (Regie: Yoshiaki Kawajiri, Jack Fletcher)
- 2000: Blood: The Last Vampire (Regie: Hiroyuki Kitakubo)
- 2000: Dark Angels (Regie: Nic Andrews)
- 2000: Dark Prince: The True Story of Dracula (Regie: Joe Chappelle)
- 2000: Der kleine Vampir (Regie: Uli Edel)
- 2000: From Dusk Till Dawn 3 – The Hangman’s Daughter (Regie: P.J. Pesce)
- 2000: I’ve been watching you (Regie: David DeCoteau)
- 2000: Laila – Unsterblich verliebt (Regie: Peter Ily Huemer)
- 2000: Les Vampyres (Regie: James Avalon)
- 2000: Mamas Rendezvous mit einem Vampir (Regie: Steve Boyum)
- 2000: Night of the Vampire Hunter (Regie: Ulli Bujard)
- 2000: Pure Blood (Regie: Ken Kaplan)
- 2000: Shadow of the Vampire (Regie: E. Elias Merhige)
- 2000: Wes Craven präsentiert Dracula (Regie: Patrick Lussier)
- 2000: Vampire Hunter D: Bloodlust (Regie: Yoshiaki Kawajiri)
- 2001: Frost: Portrait of a Vampire (Regie: Kevin VanHook)
- 2001: Mein Bruder der Vampir (Regie: Sven Taddicken)
- 2001: Trouble Every Day (Regie: Claire Denis)
- 2001: Love Bites (Regie: Antoine de Caunes)
- 2001: The Forsaken – Die Nacht ist gierig (Regie: J. S. Cardone)
- 2001: Dark Species – die Anderen (Regie: Michael Oblowitz)
- 2002: Dracula: Pages from a Virgin’s Diary (Regie: Guy Maddin)
- 2002: Demon Under Glass (Regie: Jon Cunningham)
- 2002: Embrace the Darkness II (Regie: Robert Kubilos)
- 2002: Embrace the Darkness III (Regie: Robert Kubilos)
- 2002: The Era of Vampires (Regie: Wellson Chin)
- 2002: Reign in Darkness (Regie: David W. Allen, Kelly Dolen)
- 2002: Sherlock Homes – Der Vampir von Whitechapel (Regie: Rodney Gibbons)
- 2002: Bloody Mallory – Die Dämonenjägerin (Regie: Julien Magnat)
- 2002: Sangre eterna (Regie: Jorge Olguín)
- 2002: Montrak – Meister der Vampire (Regie: Stefan Schwenk)
- 2002: Hollywood Vampyr (Regie: Steve Akahoshi)
- 2002: Königin der Verdammten (Regie: Michael Rymer)
- 2002: Dracula (Regie: Roger Young)
- 2002: Blade II (Regie: Guillermo del Toro)
- 2002: Draculas Braut (Regie: Jean Rollin)
- 2002: John Carpenter’s Vampires: Los Muertos (Regie: Tommy Lee Wallace)
- 2002: Killer Barbys vs. Dracula (Regie: Jess Franco)
- 2002: Vampire Clan (Regie: John Webb)
- 2003: Midnight Mass (Regie: Tony Mandile)
- 2003: Chin gei bin / The Twins Effect (Regie: Dante Lam, Donnie Yen)
- 2003: Moon Child (Regie: Takahisa Zeze)
- 2003: Underworld (Regie: Len Wiseman)
- 2003: Wes Craven präsentiert Dracula II – The Ascension (Regie: Patrick Lussier)
- 2003: Vlad (Regie: Michael D. Sellers)
- 2003: Vampires Anonymous (Regie: Michael Keller)
- 2003: Vegas Vampires (Regie: Fred Williamson)
- 2003: Return of the Vampyres (Regie: David Gregory)
- 2003: Tsui Hark’s Vampire Hunters – Jagd nach den Vampiren (Regie: Wellson Chin)
- 2003: Die Liga der außergewöhnlichen Gentlemen (Regie: Stephen Norrington)
- 2004: Vampir (Regie: Conrad Haber, Aaron Johnson)
- 2004: Emmanuelle vs Dracula (Regie: Keith Shaw)
- 2004: Eternal Shades of Bloody Sex (Regie: Wilhelm Liebenberg, Federico Sanchez)
- 2004: Vampire Hunter D. (Regie: Sean Gallimore)
- 2004: Dracula 3000 (Regie: Darrell Roodt)
- 2004: Salem’s Lot – Brennen muss Salem (Regie: Mikael Salomon)
- 2004: White Skin (Regie: Daniel Roby)
- 2004: Van Helsing (Regie: Stephen Sommers)
- 2004: Wächter der Nacht – Nochnoi Dozor (Regie: Timur Bekmambetov)
- 2004: Blade: Trinity (Regie: David S. Goyer)
- 2004: Out for Blood (Regie: Richard Brandes)
- 2004: Vampires vs. Zombies (Regie: Vince D’Amato)
- 2004: Vampire Blvd. (Regie: Scott Shaw)
- 2004: Dark Shadows (Regie: P. J. Hogan)
- 2005: Vampire Bats (Regie: Eric Bross)
- 2005: Way of the Vampire (Regie: Sarah Nean Bruce, Eduardo Durão)
- 2005: BloodRayne (Regie: Uwe Boll)
- 2005: Bloodsuckers (Regie: Matthew Hastings)
- 2005: Fledermäuse im Bauch (Regie: Thomas Gerber)
- 2005: Vampires: The Turning (Regie: Marty Weiss)
- 2005: Wes Craven präsentiert Dracula III – Legacy (Regie: Patrick Lussier)
- 2005: Vampyre Tales (Regie: Ted Alderman, Tiffany Warren)
- 2005: Thralls (Regie: Ron Oliver)
- 2006: After Sundown (Regie: Christopher Abram)
- 2006: Paris, je t’aime – Quartier de la Madeleine (Regie: Vincenzo Natali)
- 2006: Dracula’s Curse (Regie: Leigh Scott)
- 2006: Heubhyeol hyeongsa na do-yeol (Regie: Si-myung Lee)
- 2006: Frostbiten (Regie: Anders Banke)
- 2006: Exit 38 (Regie: Dean George, Joel Franco)
- 2006: Slayer (Regie: Kevin VanHook)
- 2006: The Last Sect (Regie: Jonathan Dueck)
- 2006: Underworld: Evolution (Regie: Len Wiseman)
- 2006: Ultraviolet (Regie: Kurt Wimmer)
- 2006: Wächter des Tages – Dnevnoi Dozor (Regie: Timur Bekmambetov)
- 2006: Devil’s Den (Regie: Jeff Burr)
- 2006: Dracula (Regie: Bill Eagles)
- 2006: The Hamiltons (Regie: Mitchell Altieri, Phil Flores)
- 2006: The Thirst (Regie: Jeremy Kasten)
- 2006: Perfect Creature (Regie: Glenn Standring)
- 2007: Der gefallene Vampir (Regie: Florin Iepan)
- 2007: BloodRayne II: Deliverance (Regie: Uwe Boll)
- 2007: Brotherhood of Blood (Regie: Michael Roesch, Peter Scheerer)
- 2007: Gothic Vampires from Hell (Regie: Ford Austin, Rob Walker)
- 2007: 30 Days of Night (Regie: David Slade)
- 2007: Der Goldene Nazivampir von Absam 2 – Das Geheimnis von Schloß Kottlitz (Regie: Lasse Nolte)
- 2007: Vampire Noir (Regie: Scott Shaw)
- 2007: Vampire Diary (Regie: Mark James, Phil O’Shea)
- 2007: Die Vampirprinzessin (Regie: Andreas Sulzer)
- 2007: Billy and Mandy’s Big Boogey Adventure (Regie: Robert Alvarez, Russell Calabrese, Shaun Cashman u. a.)
- 2007: Rise: Blood Hunter (Regie: Sebastian Gutierrez)
- 2007: Revamped (Regie: Jeff Rector)
- 2007: Vampyres (Regie: Laurent Courau)
- 2007: The Insatiable (Regie: Chuck Konzelman, Cary Solomon)
- 2007: Vampire Office – Büro mit Biss! (Regie: Dean Matthew Ronalds)
- 2008: A Vampyre Story (Regie: Bill Tiller)
- 2008: Vampyrer (Regie: Peter Pontikis)
- 2008: I Sell the Dead (Regie: Glenn McQuaid)
- 2008: Thicker Than Water: The Vampire Diaries Part 1 (Regie: Phil Messerer)
- 2008: The Quest – Der Fluch des Judaskelch (Regie: Jonathan Frakes)
- 2008: Lost Boys 2: The Tribe (Regie: P.J. Pesce)
- 2008: Die Wilden Kerle 5 (Regie: Joachim Masannek)
- 2008: So finster die Nacht (Regie: Tomas Alfredson)
- 2008: Her Morbid Desires (Regie: Edward L. Plumb)
- 2008: Shadowland (Regie: Wyatt Weed)
- 2008: Blood Scarab (Regie: Donald F. Glut)
- 2008: How My Dad Killed Dracula (Regie: Sky Soleil)
- 2008: Dracula’s Guest (Regie: Michael Feifer)
- 2008: Bonnie and Clyde vs Dracula (Regie: Timothy Friend)
- 2008: Twilight – Biss zum Morgengrauen (Regie: Catherine Hardwicke)
- 2008: Underworld – Aufstand der Lykaner (Regie: Patrick Tatopoulos)
- 2008: Mutant Vampire Zombies from the ‘Hood! (Regie: Thunder Levin)
- 2008: Vampire Party – Freiblut für alle! (Regie: Stephen Cafiero, Vincent Lobelle)
- 2009: Rougge the Vampyre (Regie: Alex Justinger, Ben Robertson)
- 2009: Blood: The Last Vampire (Regie: Chris Nahon)
- 2009: La Femme Vampir (Regie: Alexander Alcarese)
- 2009: Temptation (Regie: Catherine Taylor)
- 2009: The Vampires of Bloody Island (Regie: Allin Kempthorne)
- 2009: The Elektra/Vampyr Variations (Regie: Edward Rankus)
- 2009: Against the Dark (Regie: Richard Crudo)
- 2009: Lesbian Vampire Killers (Regie: Phil Claydon)
- 2009: New Moon – Biss zur Mittagsstunde (Regie: Chris Weitz)
- 2009: Sunset Vampires – Biss in alle Ewigkeit (Regie: Ron Carlson)
- 2009: Durst (Regie: Park Chan-wook)
- 2009: Daybreakers (Regie: Peter und Michael Spierig)
- 2009: Mitternachtszirkus – Willkommen in der Welt der Vampire (Regie: Paul Weitz)
- 2009: Red Scream Vampyres (Regie: David R. Williams)
- 2009: Suck – Bis(s) zum Erfolg (Regie: Rob Stefaniuk)
- 2009: Surviving Evil (Regie: Terence Daw)
- 2009: College Vampires – Transylmania (Regie: David Hillenbrand, Scott Hillenbrand)
- 2009: Vampire Girl vs. Frankenstein Girl (Regie: Yoshihiro Nishimura, Naoyuki Tomomatsu)
- 2009: Bled (Regie: Christopher Hutson)
- 2009: Higanjima – Insel der Vampire (Regie: Kim Tae Kyun)
- 2009: Kyûketsu Shôjo tai Shôjo Furanken (Regie: Yoshihiro Nishimura, Naoyuki Tomomatsu)
- 2009: Buraddo (Regie: Ten Shimoyama)

### 2010–2019
- 2010: Prowl (Regie: Patrik Syversen)
- 2010: Eclipse – Biss zum Abendrot (Regie: David Slade)
- 2010: Beilight – Bis(s) zum Abendbrot (Regie: Jason Friedberg, Aaron Seltzer)
- 2010: Die Vampir-Attacke (Regie: Spike Jonze)
- 2010: La Femme Vampir Volume 2 (Regie: Alexander Alcarese)
- 2010: Aleya’s Tango: Dreams of a Vampyre (Regie: George Nicol)
- 2010: Feast of the Vampires (Regie: Jay Burleson)
- 2010: Wir sind die Nacht (Regie: Dennis Gansel)
- 2010: Bloodrayne: The Third Reich (Regie: Uwe Boll)
- 2010: Let Me In (Regie: Matt Reeves)
- 2010: Lost Boys: The Thirst (Regie: Dario Piana)
- 2010: Dylan Dog (Regie: Kevin Munroe)
- 2010: Mein Babysitter ist ein Vampir – Der Film (Regie: Bruce McDonald)
- 2010: Ninjas vs. Vampires (Regie: Justin Timpane)
- 2010: Nosferatu. Uzhas nochi (Regie: Vladimir Marinichev)
- 2010: Death Hunter (Regie: Dustin Rikert)
- 2010: Dead Cert (Regie: Steven Lawson)
- 2010: Vampire Nation (Regie: Jim Mickle)
- 2010: Kolysanka (Regie: Juliusz Machulski)
- 2010: Twilight Vamps (Regie: Fred Olen Ray)
- 2010: 30 Days of Night: Dark Days (Regie: Ben Ketai)
- 2010: Am Ende der Nacht (Regie: Brad Ellis)
- 2010: Vampires – Vampire – Verstecken war gestern (Regie: Vincent Lannoo)
- 2010: Die Vampirjäger (Regie:Dennis Law Sau-Yiu)
- 2011: Biss zur großen Pause – Das Highschool Vampir Grusical (Regie: Dennis Satin)
- 2011: Priest (Regie: Scott Stewart)
- 2011: Vampire Boys (Regie: Charlie Vaughn)
- 2011: Fright Night (Regie: Craig Gillespie)
- 2011: Breaking Dawn – Biss zum Ende der Nacht, Teil 1 (Regie: Bill Condon)
- 2011: Midnight Son (Regie: Scott Leberecht)
- 2011: Monster Brawl (Regie: Jesse T. Cook)
- 2011: My Vampire Girl (Regie: Patrick David)
- 2011: Bite Marks (Regie: Mark Bessenger)
- 2011: Blubberella (Regie: Uwe Boll)
- 2011: Vampire (Regie: Shunji Iwai)
- 2011: Livid – Das Blut der Ballerinas (Regie: Julien Maury, Alexandre Bustillo)
- 2012: Underworld: Awakening (Regie: Måns Mårlind, Björn Stein)
- 2012: Dark Shadows (Regie: Tim Burton)
- 2012: Abraham Lincoln Vampirjäger (Regie: Timur Bekmambetov)
- 2012: Hotel Transsilvanien (Regie: Genndy Tartakovsky)
- 2012: Breaking Dawn – Biss zum Ende der Nacht, Teil 2 (Regie: Bill Condon)
- 2012: True Bloodthirst (Regie: Todor Chapkanov)
- 2012: Vampire Dog (Regie: Geoff Anderson)
- 2012: Vamps – Dating mit Biss (Regie: Amy Heckerling)
- 2012: The Thompsons (Regie: Mitchell Altieri, Phil Flores)
- 2012: Die Vampirschwestern (Regie: Wolfgang Groos)
- 2012: Byzantium (Regie: Neil Jordan)
- 2012: Kali, le petit vampire (Regie: Regina Pessoa)
- 2012: Kiss of the Damned (Regie: Xan Cassavetes)
- 2012: Lilith – Ewige Verführung (Regie: Yevgeni Pashkevich)
- 2012: Dario Argentos Dracula (Regie: Dario Argento)
- 2012: Buffy the Vampire Slayer XXX: A Parody (Regie: Lee Roy Myers)
- 2012: Immortal Love (Regie: Stormy Daniels)
- 2013: Blood Shot (Regie: Dietrich Johnston)
- 2013: Vamp U (Regie: Matt Jespersen, Maclain Nelson)
- 2013: Fright Night 2 – Frisches Blut (Regie: Eduardo Rodríguez)
- 2013: Undying Love (Regie: Alexandre Aja)
- 2013: Only Lovers Left Alive (Regie: Jim Jarmusch)
- 2013: Phobia (Regie: Jon Keeyes)
- 2013: Scharlachroter Winter – Krieg der Vampire (Regie: Bryan Ferriter)
- 2013: Dracula – Prince of Darkness (Regie: Pearry Reginald Teo)
- 2014: Vampire Academy (Regie: Mark Waters)
- 2014: Dracula Untold (Regie: Gary Shore)
- 2014: 5 Zimmer Küche Sarg (Regie: Taika Waititi, Jemaine Clement)
- 2014: Die Vampirschwestern 2 – Fledermäuse im Bauch (Regie: Wolfgang Groos)
- 2014: Der Vampir auf der Couch (Regie: David Ruehm)
- 2014: A Girl Walks Home Alone at Night (Regie: Ana Lily Amirpour)
- 2014: Vampie (Regie: Melissa Tracy, Markus Innocenti)
- 2014: Da Sweet Blood of Jesus (Regie: Spike Lee)
- 2014: Limbo – Children of the Night (Regie: Iván Noel)
- 2015: Koisuru vanpaia (Regie: Mai Suzuki)
- 2015: Bloodsucking Bastards (Regie: Brian James O’Connell)
- 2015: Hotel Transsilvanien 2 (Regie: Genndy Tartakovsky)
- 2015: Lügen haben spitze Zähne (Regie: Vince Marcello)
- 2015: Freaks of Nature (Regie: Robbie Pickering)
- 2015: The Vampire Lives in Our Next Door (Regie: Im Sang-soo)
- 2015: Get Out of Here – Shi kai di la (Regie: Nick Leung)
- 2016: Underworld: Blood Wars (Regie: Anna Foerster)
- 2016: Die Vampirschwestern 3 – Reise nach Transsilvanien (Regie: Tim Trachte)
- 2016: Manhattan Undying (Regie: Babak Payami)
- 2016: Guardians of the Night – The Vampire War (Nochnye strazhi / Regie: Emilis Velyvis)
- 2016: Hello Ms Vampire (Regie: Bai Xin Yu)
- 2017: Bloodrunners (Regie: Dan Lantz)
- 2017: Fürst der Finsternis (Regie: Sergey Ginzburg)
- 2017: Eat Locals (Regie: Jason Flemyng)
- 2017: The Carmilla Movie (Regie: Spencer Maybee)
- 2017: Der kleine Vampir (Regie: Richard Claus, Karsten Kiilerich)
- 2018: Corbin Nash (Regie: Ben Jagger)
- 2018: Tales from the Hood 2 (Regie: Rusty Cundieff, Darin Scott)
- 2018: Tatort: Blut (Regie: Philip Koch)
- 2018: Hotel Transsilvanien 3 – Ein Monster Urlaub (Regie: Genndy Tartakovsky)
- 2019: Girls Just Wanna Have Blood (Originaltitel: Teenage Bloodsuckin’ Bimbos) (Regie: Anthony Catanese)
- 2019: Thirst (Regie: Steinþór Hróar Steinþórsson, Gaukur Úlfarsson)

### Seit 2020
- 2020: Vampires vs. the Bronx (Regie: Osmany Rodriguez)
- 2020: Die Wolf-Gäng (Regie: Tim Trageser)
- 2020: Ten Minutes to Midnight (Regie: Erik Bloomquist)
- 2020: Teenage Vampire (Regie: Aaron Lee Lopez)
- 2020: Blood Rites of the Vampyr (Regie: Sébastien Godin)
- 2020: Stakeout (Regie: John Otteni, Paul Otteni)
- 2020: Hawk and Rev: Vampire Slayers (Regie: Ryan Barton-Grimley)
- 2020: Subferatu (Regie: Patrick Penta)
- 2020: Vampire Virus (Regie: Charlie Steeds)
- 2020: Vampie: The Silliest Vampire Movie Ever Made (Regie: Melissa Tracy)
- 2021: Sangre Vurdalak (Regie: Santiago Fernández Calvete)
- 2021: Blutsauger (Regie: Julian Radlmaier)
- 2021: Blood Red Sky (Regie: Peter Thorwarth)
- 2021: Night Teeth (Regie: Adam Randall)
- 2021: Black as Night (Regie: Maritte Lee Go)
- 2021: Dead & Beautiful (Regie: David Verbeek)
- 2021: Chinese Speaking Vampires (Regie: Randy Kent)
- 2021: Una famiglia mostruosa (Regie: Volfango De Biasi)
- 2021: Boy #5 / Bad Blood (Regie: Eric Steele)
- 2022: Dracula: The Original Living Vampire (Regie: Maximilian Elfeldt)
- 2022: Bite Night (Regie: Maria Lee Metheringham)
- 2022: Morbius (Regie: Daniel Espinosa)
- 2022: Dracula – The Original Living Vampire (Regie: Maximilian Elfeldt)
- 2022: Day Shift (Regie: J. J. Perry)
- 2022: Blood Relatives (Regie: Noah Segan)
- 2022: Among the Living (Regie: Rob Worsey)
- 2022: Dampyr (Regie: Riccardo Chemello)
- 2022: Slayers(Regie: K. Asher Levin)
- 2022: Hotel Transsilvanien 4 – Eine Monster Verwandlung (Regie: Derek Drymon, Jennifer Kluska)
- ab 2022: Interview with the Vampire (Fernsehserie), (Idee: Rolin Jones)
- 2023: Renfield (Regie: Chris McKay)
- 2023: El Conde (Regie: Pablo Larraín)
- 2023: Die letzte Fahrt der Demeter (Regie: André Øvredal)
- 2023: Subspecies V: Blood Rise (Regie: Ted Nicolaou)
- 2023: Le Vourdalak (Regie: Adrien Beau)
- 2023: Feinfühlige Vampirin sucht lebensmüdes Opfer (Regie: Ariane Louis-Seize)
- 2023: Alice and the Vampire Queen (Regie: Dan Lantz)
- 2024: Abigail (Regie: Matt Bettinelli-Olpin, Tyler Gillett)
- 2024: Salem’s Lot – Brennen muss Salem (Regie: Gary Dauberman)
- 2024: Nosferatu – Der Untote (Regie: Robert Eggers)
- 2025: Dracula – Die Auferstehung (Regie: Luc Besson)

## Fernsehserien

### Realfilm
| Jahr      | Serientitel                                          | Land                                                               | Erstausstrahlung                              | Deutsche Erstausstrahlung           | Genre                             | Anmerkung |
| --------- | ---------------------------------------------------- | ------------------------------------------------------------------ | --------------------------------------------- | ----------------------------------- | --------------------------------- | --- |
| 1964–1966 | The Addams Family                                    | Vereinigte Staaten                                                 | 18. September 1964                            | 10. Januar 1970 (WDF)               | Comedy                            | Die Hauptcharakterin Morticia A. Addams ist vampirähnlich. |
| 1964–1966 | The Munsters                                         | Vereinigte Staaten                                                 | 24. September 1964 (CBS)                      | 12. September 1991 (S 3)            | Comedy                            | Die Hauptcharaktere Grandpa Munster und Lily Dracula-Munster sind Vampire. |
| 1966–1971 | Dark Shadows                                         | Vereinigte Staaten                                                 | 27. Juni 1966 (ABC)                           | -                                   | Seifenoper                        | Der Hauptcharakter Barnabas Collins ist ein Vampir. |
| 1978      | Draculas ring                                        | Dänemark                                                           | 15. Oktober 1978                              | -                                   |                                   | Dänische Miniserie. Einer der Hauptcharaktere ist Dracula. |
| 1979      | The Curse of Dracula                                 | Vereinigte Staaten                                                 | 27. Februar 1979 (NBC)                        | -                                   | Drama                             | Der Hauptcharakter ist Dracula (Vampir). Er unterrichtet an der Uni. |
| 1979      | Brennen muss Salem                                   | Vereinigte Staaten                                                 | 1979                                          | 12. November 1985 (Sat.1)           | Horror                            | Miniserie zu Stephen Kings gleichnamigen Vampirroman. |
| 1980      | Mr. & Mrs. Dracula                                   | Vereinigte Staaten                                                 | 5. September 1980                             | -                                   | Comedy                            | Die Hauptcharaktere Vladimir Dracula und seine Ehefrau Sonia Dracula sind Vampire. |
| 1985      | Der kleine Vampir                                    | Deutschland / Kanada                                               | 31. Dezember 1986 (Das Erste)                 | 31. Dezember 1986 (Das Erste)       | Kinderserie                       | Mehrere Haupt- und Nebencharaktere sind Vampire. |
| 1987      | Frankensteins Tante                                  | Österreich / Deutschland / Frankreich / Spanien / Tschechoslowakei | 1. Februar 1987 (ZDF)                         | 1. Februar 1987 (ZDF)               | Familienserie                     | Graf Dracula ist in einer wichtigen Rolle zu sehen. |
| 1988–1991 | Familie Munster                                      | Vereinigte Staaten                                                 | 8. Oktober 1988 (Syndication)                 | 5. April 1990 (RTLplus)             | Comedy                            | Neuauflage von The Munsters. |
| 1990–1991 | Dracula ist wieder da                                | Vereinigte Staaten / Kanada                                        | 29. September 1990 (Syndicated)               | Mai 1993 (TV München)               | Kinder-/Jugendserie               | Der Hauptcharakter ist Dracula (Vampir). Drei Jugendliche versuchen gemeinsam mit ihrem Opa deren Pläne zu durchkreuzen. |
| 1991      | Dark Shadows                                         | Vereinigte Staaten                                                 | 13. Januar 1991 (NBC)                         | 2. Dezember 1995 (RTL)              | Seifenoper                        | Remake der Serie von 1966 |
| 1991–1992 | Vamp                                                 | Brasilien                                                          | 15. Juli 1991 (TV Globo)                      | -                                   | Seifenoper                        | Mehrere Vampire in Haupt- und Nebenrollen. |
| 1992      | The Vampyr: A Soap Opera                             | Vereinigtes Königreich                                             | 2. Dezember 1992 (BBC Two)                    | -                                   | Oper                              | Miniserie, die auf Heinrich Marschners Oper Der Vampyr beruht. |
| 1992–1996 | Nick Knight – Der Vampircop                          | Kanada                                                             | 20. August 1989 (CBS)                         | 6. März 1994 (RTL II)               | Detektivserie                     | Der Vampir Nick Knight arbeitet als Polizist und klärt nachts Verbrechen auf. Mehrere Haupt- und Nebencharaktere sind Vampire. |
| 1993      | Der kleine Vampir – Neue Abenteuer                   | Deutschland                                                        | 5. Dezember 1993 (Das Erste)                  | 5. Dezember 1993 (Das Erste)        | Kinderserie                       | Der kleine Vampir Rüdiger und seine Schwester Anna treffen auf den Jungen Anton. Gemeinsam erleben sie viele Abenteuer. Mehrere Haupt- und Nebencharaktere sind Vampire. |
| 1996      | Embraced – Clan der Vampire                          | Vereinigte Staaten                                                 | 2. April 1996 (FOX)                           | 7. Januar 1997 (RTL II)             | Drama                             | Verschiedene Vampirclans leben in einer Stadt zusammen und müssen sich organisieren. Außerdem entsteht eine Liebesgeschichte zwischen zwei Mitgliedern verfeindeter Clans. Mehrere Hauptcharaktere sind Vampire. Die meisten Nebencharaktere sind Vampire.                                                               |
| 1997–2003 | Buffy – Im Bann der Dämonen                          | Vereinigte Staaten                                                 | 10. März 1997 (The WB)                        | 9. Oktober 1998 (ProSieben)         | Jugendserie                       | Das Leben der 16-jährigen Buffy ändert sich schlagartig. Sie erfährt, dass sie eine Vampirjägerin ist und die Stadt vor diesen schützen muss. Unterstützt wird sie dabei von ihren Mitschülern und einem geheimnisvollen Vampir namens Angel. Zwei der Hauptcharaktere sind Vampire. Viele Nebencharaktere sind Vampire. |
| 1998–2004 | My Date with a Vampire (1, 2, 3)                     | Volksrepublik China (Hongkong)                                     | 30. November 1998 (ATV)                       | -                                   | Seifenoper                        | Mehrere Hauptcharaktere sind Vampire. |
| 1998      | Ultraviolet                                          | Vereinigtes Königreich                                             | 15. September 1998 (Channel 4)                | -                                   | Horror                            | Eine Untergrundorganisation der Polizei jagt Vampire. |
| 1998–1999 | Die neue Addams Familie                              | Kanada                                                             | 19. Oktober 1998 (YTV)                        | 1. Oktober 2000 (Fox Kids)          | Comedy                            | Neuauflage der Serie „The Addams Family“. |
| 1999–2004 | Angel – Jäger der Finsternis                         | Vereinigte Staaten                                                 | 5. Oktober 1999 (The WB)                      | 3. Januar 2001 (ProSieben)          | Detektivserie                     | Ableger von Buffy – Im Bann der Dämonen, aber weniger an Jugendliche gerichtet, sondern eher an Erwachsene. Mehrere Haupt- und Nebenfiguren sind Vampire. |
| 2001–2002 | Vampire High                                         | Kanada                                                             | 15. September 2001 (YTV)                      | -                                   | Jugend-Highschool-Drama           | Fünf jugendliche Vampire werden zur Highschool geschickt. Sie sollen lernen unter Menschen leben zu können. Die meisten Hauptcharaktere sind Vampire. |
| 2002–2003 | O Beijo do Vampiro                                   | Brasilien                                                          | 26. August 2002 (Rede Globo)                  | -                                   | Seifenoper                        | Mehrere Haupt- und Nebencharaktere sind Vampire. |
| 2004      | Vampire Host                                         | Japan                                                              | 4. April 2004 (TV Tokyo)                      | -                                   | Drama                             | Mehrere Haupt- und Nebencharaktere sind Vampire. |
| 2004      | Mad Mad House                                        | Vereinigte Staaten                                                 | 13 March 2004 (Sci Fi Channel)                | -                                   | Comedy                            | Der Hauptcharakter und Teilnehmer einer Realityshow ist ein Vampir. |
| 2004      | Salem’s Lot – Brennen muss Salem                     | Vereinigte Staaten                                                 | 20. Juni 2004 (TNT)                           | 27. Dezember 2006 (ZDF)             | Horror                            | Miniserie zu Stephen Kings gleichnamigen Vampirroman. |
| 2005–2006 | Annyeong, Peurancheseuka                             | Südkorea                                                           | 24. Januar 2005                               | -                                   | Seifenoper                        | Mehrere Haupt- und Nebencharaktere sind Vampire. |
| 2006      | Blade – Die Jagd geht weiter                         | Vereinigte Staaten                                                 | 28. Juni 2006 (Spike)                         | 11. Juni 2007 (ProSieben)           | Action                            | Der Halbvampir Blade jagt Vampire. Mehrere Haupt- und Nebencharaktere sind Vampire. |
| 2006      | Young Dracula                                        | Vereinigtes Königreich                                             | 21. September 2006 (CBBC Channel)             | -                                   | Kinder-/Jugendserie               | Vladimir Dracula reist gemeinsam mit seiner Familie in ein neues Dorf und muss sich dort zurechtfinden. Mehrere Haupt- und Nebencharaktere sind Vampire. |
| 2006      | Freeze                                               | Südkorea                                                           | 27. Oktober 2006 (Home CGV)                   | -                                   | Drama                             | Mehrere Haupt- und Nebencharaktere sind Vampire. |
| 2006–2008 | Blood Ties – Biss aufs Blut                          | Kanada                                                             | 11. März 2007 (Lifetime)                      | 6. März 2008 (ATV)                  | Detektivserie                     | Die ehemalige Polizistin Vicki Nelson untersucht gemeinsam mit dem Vampir Henry übernatürliche Verbrechen. Einer der Hauptcharaktere ist ein Vampir. |
| 2007      | The Lair                                             | Vereinigte Staaten                                                 | 1. Juni 2007 (here!)                          | 2011 (Pro-Fun Media, DVD, OmU)      | LGBT-Fernsehserie                 | Schwulenliebesgeschichte. Mehrere Haupt- und Nebencharaktere sind Vampire. |
| 2007–2011 | Sanctuary – Wächter der Kreaturen                    | Kanada                                                             | 3. Oktober 2008 (Syfy)                        | 9. November 2009 SciFi              | Science-Fiction                   | Eine Gruppe sucht Werwölfe und Mutanten auf, um sie entweder zu töten, gefangen zu nehmen, und sie zu studieren oder sie vor den Gefahren der Welt zu schützen. Zwei der Hauptcharaktere neben mehreren Nebencharakteren sind Vampire.                                                                                   |
| 2007–2008 | Moonlight                                            | Vereinigte Staaten                                                 | 28. September 2007 (CBS)                      | 23. Juni 2008 (ProSieben)           | Detektivserie                     | Der Vampir Mick unterstützt die Reporterin Beth bei der Aufklärung von Verbrechen. Mehrere Haupt- und Nebencharaktere sind Vampire. |
| 2008–2009 | Gabriel                                              | Puerto Rico                                                        | 21. September 2008 (Mega TV)                  | -                                   | Seifenoper                        | Mehrere Haupt- und Nebencharaktere sind Vampire. |
| 2008–2013 | Being Human                                          | Vereinigtes Königreich                                             | 18. Februar 2008 BBC Three                    | 16. März 2014 (ProSieben Fun OmU)   | Drama                             | Ein Werwolf, ein Vampir und ein Geist ziehen in eine WG, dabei wird ihre Freundschaft immer wieder auf die Probe gestellt. Zwei Haupt- und mehrere Nebencharaktere sind Vampire. |
| 2008–2014 | True Blood                                           | Vereinigte Staaten                                                 | 7. September 2008 (HBO)                       | 11. Mai 2009 (13th Street)          | Drama                             | Die gedankenlesende Kellnerin Sookie trifft eines Tages auf den Vampir Bill und wird in dessen Welt mithineingezogen. Mehrere Haupt- und Nebencharaktere sind Vampire. |
| 2009      | Koishite Akuma – Vampire Boy                         | Japan                                                              | 7. Juli 2009 (Fuji TV)                        | -                                   | Jugend-Highschool-Serie           | Einer der Hauptcharaktere ist ein Vampir. |
| 2009–2017 | Vampire Diaries                                      | Vereinigte Staaten                                                 | 10. September 2009 (The CW)                   | 20. Januar 2010 (ProSieben)         | Jugendserie                       | Die Schülerin Elena trifft eines Tages auf den Vampir Stefan und verliebt sich in ihn, aber auch dessen Bruder ist an Elena interessiert. Mehrere Haupt- und Nebencharaktere sind Vampire. |
| 2009–2012 | Split                                                | Israel                                                             | 28. Mai 2009 (HOT VOD Young)                  | -                                   | Jugend-Highschool-Serie           | Die 16-jährige Ella ist Halbvampirin, weiß aber nichts von ihrem Schicksal. Daher soll der Vampir Leo, als Highschoolschüler getarnt, sie auf dieses vorbereiten. Mehrere Haupt- und Nebencharaktere sind Vampire. |
| 2010      | Lua Vermelha (Red Moon)                              | Portugal                                                           | 31. Januar 2010 (SIC)                         | -                                   | Drama                             | Mehrere Haupt- und Nebencharaktere sind Vampire. |
| 2010      | Destino Imortal                                      | Portugal                                                           | 24. Januar 2010 (TVI)                         | -                                   | Seifenoper                        | Mehrere Haupt- und Nebencharaktere sind Vampire. |
| 2010      | Vamped Out                                           | Vereinigte Staaten                                                 | 13. April 2010                                | -                                   | Comedy                            | |
| 2010      | The Gates                                            | Vereinigte Staaten                                                 | 20. Juni 2010 (ABC)                           | -                                   | Drama                             | Eine Familie zieht in eine neue Stadt. Diese erscheint zunächst traumhaft, doch dann geschehen immer wieder mysteriöse Dinge. Zwei Hauptcharaktere sind Vampire. |
| 2010      | Imortal                                              | Philippinen                                                        | 4. Oktober 2010 (ABS-CBN)                     | -                                   | Seifenoper                        | Ein Hauptcharakter ist ein Vampir. Er verliebt sich in eine Werwölfin, während Vampire und Werwölfe gegeneinander kämpfen. Sequel zur Fernsehserie Lobo (2008), die aber mehr von Werwölfen handelt. |
| 2010–2011 | Pyaar Kii Ye Ek Kahaani (A story of love)            | Indien                                                             | 18. Oktober 2010 (STAR One)                   | -                                   | Seifenoper                        | indische Vampirliebesgeschichte. |
| 2011      | Love Never Dies                                      | Thailand                                                           | 2011 CH3                                      | -                                   | Seifenoper                        | Mehrere Haupt- und Nebencharakter sind Vampire. |
| 2011      | Split                                                | Ukraine                                                            | 17. Oktober 2011 TET                          | -                                   | Jugend-Highschool-Serie           | Ukrainisches Remake der israelischen Fernsehserie Split aus dem Jahr 2009. |
| 2011–2012 | Vampire Idol                                         | Südkorea                                                           | 5. Dezember 2011 (KST)                        | -                                   | Comedy                            | Mehrere Haupt- und Nebencharaktere sind Vampire. |
| 2011–2014 | Being Human                                          | Vereinigte Staaten                                                 | 17. Januar 2011 (Syfy)                        | 5. Januar 2012 (ATV)                | Drama                             | Remake der britischen Serie. |
| 2011–2012 | Mein Babysitter ist ein Vampir                       | Kanada                                                             | 28. Februar 2011 Télétoon                     | 16. September 2011 (Disney Channel) | Jugendserie                       | Der Teenager Ethan Morgan findet heraus, dass sein Babysitter Sarah ein Vampir ist. Mehrere Haupt- und Nebencharaktere sind Vampire. |
| 2011      | Death Valley                                         | Vereinigte Staaten                                                 | 29. August 2011 (MTV)                         | 15. März 2012 (VIVA)                | Comedy, Horror                    | LAPD-Elite-Einheit Undead Task Force (UTF) kämpft gegen Zombies, Vampire und Werwölfe. |
| 2011–2012 | Vampire Prosecutor                                   | Südkorea                                                           | 2. Oktober 2011 (OCN)                         | -                                   | Detektivserie                     | Mit Hilfe seiner Vampirkräfte klärt der Staatsanwalt Min Tae-yeon Verbrechen auf. Mehrere Haupt- und Nebencharaktere sind Vampire. |
| 2013–2018 | The Originals                                        | Vereinigte Staaten                                                 | 3. Oktober 2013 (The CW)                      | 8. August 2014 (Sixx)               | Drama                             | Ableger von Vampire Diaries. Mehrere Haupt- und Nebencharaktere sind Vampire. |
| 2013      | Dracula                                              | Vereinigte Staaten                                                 | 25. Oktober 2013 (NBC)                        | 20. Oktober 2014 (VOX)              | Drama                             | Dracula tarnt sich als amerikanischer Unternehmer Alexander Grayson. Er möchte sich an denjenigen rächen, die ihn vor Jahrhunderten verraten haben. Schon bald begegnet er jedoch Mina, die seiner verstorbenen Ehefrau unglaublich ähnlich sieht. Mehrere Haupt- und Nebencharaktere sind Vampire.                      |
| 2013–2015 | Hemlock Grove                                        | Vereinigte Staaten                                                 | 19. April 2013 (Netflix)                      | 6. Dezember 2013 (Lovefilm.de)      | Horror                            | Eine 17-Jährige wird brutal ermordet. Peter Rumancek und Roman Godfrey werden zu den Hauptverdächtigen und versuchen den Mord selbst aufzuklären. Zwei Hauptcharaktere sind vampirähnlich. |
| 2014–2016 | Penny Dreadful                                       | Vereinigte Staaten / Vereinigtes Königreich / Irland               | 11. Mai 2014 (Showtime)                       | 16. September 2014 (Netflix)        | Horror                            | 1981 im viktorianischen England sucht Sir Malcom Murray nach Mina Murray, die kürzlich entführt wurde. Dabei bekommt er Unterstützung von der mysteriöse Vanessa Ives, dem geschickten Meisterschützen Ethan Chandler und dem Wissenschaftler Victor Frankenstein. Vampire in Haupt- und Nebenrollen.                    |
| 2014–2016 | From Dusk Till Dawn: The Series                      | Vereinigte Staaten                                                 | 11. März 2014 (El Rey)                        | 16. September 2014 (Netflix)        | Horror                            | Remake des Vampirfilms From Dusk Till Dawn. |
| 2014–2017 | The Strain                                           | Vereinigte Staaten                                                 | 13. Juli 2014 (FX)                            | 12. Februar 2015 (Sky Atlantic HD)  | Horror                            | Vampire in Haupt- und Nebenrollen. Nach dem Roman Die Saat von Guillermo del Toro. |
| 2014      | Baem-pai-eo-ui kkot (Vampire Flower)                 | Südkorea                                                           | 2. Juli 2014 (Naver TV)                       | -                                   | Drama                             | Nach der Web-Novelle von Shin Ji Eun. |
| 2014      | Morganville: The Series                              | USA                                                                |                                               |                                     | Fantasy                           | Miniserie |
| 2015      | Orenji Mameolleideu                                  | Südkorea                                                           |                                               |                                     | Fantasy                           | Eine Schülerin ist ein Vampir |
| 2015      | Bameul geotneun seonbi (Scholar Who Walks the Night) | Südkorea                                                           |                                               |                                     | Fantasy, Drama                    | Findet statt während der alternativen Joseon-Dynastie |
| 2015      | Blood                                                | Südkorea                                                           | 16. Februar 2015 (Korean Broadcasting System) | -                                   | Drama                             | Park Ji-sang ist einer der besten Chirurgen in einem Krankenhaus, dass sich mit Krebsforschung beschäftigt. Außerdem ist er ein Vampir und sucht nach einem Heilmittel. |
| 2016      | Vampire Detective                                    | Südkorea                                                           |                                               |                                     | Drama, Detektiv                   | Polizist wird zum Vampir und nutzt seine neuen Fähigkeiten, um Verbrechen aufzuklären. |
| 2016–2019 | Preacher                                             | Vereinigte Staaten                                                 | 22. Mai 2016 (AMC)                            | 30. Mai 2016 (Amazon Video)         | Drama                             | Eine der Hauptfiguren ist ein irischer Vampir. |
| 2016–2021 | Van Helsing                                          | Vereinigte Staaten                                                 | 31. Juli 2016 auf Syfy                        | 21. Dezember 2016 auf Netflix       | Drama, Horror                     | postapokalyptisches Vampirgemetzel |
| 2016–2021 | Wynonna Earp                                         | Vereinigte Staaten, Kanada                                         | 1. April 2016 (Syfy)                          | 6. März 2017 auf Netflix            | Western, Drama, Fantasy           | IDW-Comics-Verfilmung |
| 2016–2019 | Shadowhunters                                        | Vereinigte Staaten                                                 | 12. Januar 2016 (Freeform)                    | 13. Januar 2016 auf Netflix         | Fantasy, Drama                    | Mehrere Haupt- und Nebenfiguren sind Vampire |
| 2017      | Juda                                                 | Israel                                                             | 27. April 2017 (HOT)                          | -                                   | Horror, Drama                     | Hauptfigur wird zum Vampir |
| 2017      | Tokyo Vampire Hotel                                  | Japan                                                              | 16. Juni 2017 (Amazon.co.jp)                  | 20. April 2018 (Amazon Prime Video) | Drama                             | Mehrere Haupt- und Nebenfiguren sind Vampire |
| 2018      | Die Unsterblichen (Yaşamayanlar)                     | Türkei                                                             | 6. September 2018                             | 8. März 2019 (Netflix)              | Horror, Drama                     | mehrere Hauptfiguren sind Vampire |
| 2018–2022 | A Discovery of Witches                               | Vereinigtes Königreich                                             | 14. September 2018 (Sky)                      | 26. April 2019 (Sky)                | Drama, Thriller, Mystery, Fantasy | Die Romanze zwischen einer Hexe und einen 1500 Jahre alten Vampir basiert auf der Roman-Trilogie All Souls von Deborah Harkness |
| 2018–2022 | Legacies                                             | Vereinigte Staaten                                                 | 25. Oktober 2018 (The CW)                     | 14. November 2019 (sixx)            | Drama                             | Ableger von Vampire Diaries und dem Spin-Off The Originals. Mehrere Haupt- und Nebencharaktere sind Vampire. |
| 2019      | The Passage                                          | USA                                                                | 14. Januar 2019 (FOX)                         | -                                   | Horror, Action                    | Nach der gleichnamigen Trilogie von Justin Cronin |
| 2019–2021 | Die Erben der Nacht                                  | Norwegen                                                           | 25.10.2019 (NRK)                              |                                     | Fantasy                           | Die fünf Vampir-Clane in Europa. Verfilmung der gleichnamigen Romanserie Die Erben der Nacht von Ulrike Schweikert |
| seit 2019 | What We Do in the Shadows                            | USA                                                                | 27. März 2019 (FX)                            | 6. Februar 2020 (Joyn Plus+)        | Comedy                            | Hauptfiguren sind Vampire, die in einer WG leben. |
| 2019      | V Wars                                               | USA                                                                | 5. Dezember 2019 (Netflix)                    | 5. Dezember 2019 (Netflix)          | Science Fiction, Thriller, Horror | Ein Virus lässt Menschen zu Vampiren werden. |
| 2020      | Dracula                                              | Vereinigtes Königreich                                             | 1. Januar 2020 (BBC One)                      | 4. Januar 2020 (Netflix)            | Drama, Horror                     | Miniserie nach dem Roman Dracula von Bram Stoker. |
| 2020      | Vampires                                             | Frankreich                                                         | 20. März 2020 (Netflix)                       | 20. März 2020 (Netflix)             | Fantasy, Horror                   | Serie über einen Hybrid-Vampirmädchen, halb Mensch, halb Vampir. |
| 2021      | Vampiry srednej polosy                               | Russland                                                           | März 2021 (Start)                             | -                                   | Comedy, Detektiv                  | Hauptfiguren sind Vampire, die als Familie zusammenleben und Morde lösen. |
| 2021      | Aoki Vampire’s Trouble                               | Japan                                                              | Februar 2021                                  |                                     | Fantasy, Melodrama                | Vampire arbeiten im Cafe und leiden wegen der Pandemie an Blutmangel. |
| 2021      | The Sweet Blood                                      | Südkorea                                                           |                                               |                                     | Fantasy, Drama                    | Eine Hauptfigur ist ein Mensch-Vampir Hybrid. |
| 2021      | Midnight Mass                                        | USA                                                                | 24. September 2021 (Netflix)                  | Januar 2022 (Netflix)               | Mystery, Drama                    | Vampirblut als Segen und Heilmittel in einer übereifrigen christlichen Inselgemeinde. |
| 2021      | Firebite                                             | Australien                                                         | 16. Dezember 2021                             |                                     | Fantasy                           | Vampirjäger jagen im Outback. |
| 2021      | Bite Sisters                                         | Südkorea                                                           |                                               |                                     | Fantasy, Drama                    | |
| 2022      | First Kill                                           | USA                                                                | 10. Juni 2022                                 |                                     | Fantasy                           | Die Hauptfigur ist eine Teenagerin, die erstmals as Vampirin töten soll. Basiert auf einer Kurzgeschichte. |
| 2022      | Vampire Academy                                      | USA                                                                | 15. September 2022 (Peacock Original)         |                                     | Fantasy                           | Basiert auf der Buchreihe von Richelle Mead. |
| seit 2022 | Interview with the Vampire                           | USA                                                                | 02. Oktober 2022 (AMC)                        |                                     | Fantasy                           | Basiert auf dem gleichnamigen Buch von Anne Rice. |
| 2022      | Reginald the Vampire                                 | USA                                                                | 05. Oktober 2022 (Syfy)                       |                                     | Fantasy, Comedy                   | Basiert auf der ‘Fat Vampire’ Buchreihe von Johnny B. Truant. |
| 2022      | Let the Right One In                                 | USA                                                                | 09. Oktober 2022 (Showtime)                   |                                     | Fantasy, Horror                   | Basiert auf dem gleichnamigen Buch von John Ajvide Lindqvist. |
| 2023      | HeartBeat                                            | Korea                                                              | 25. Juni 2023 (KBS)                           | Oktober 2023 (Amazon Prime)         | Fantasy, Drama                    | Fernsehserie aus Süd-Korea. Ein Hauptcharakter ist ein Vampir. |
| seit 2023 | Als ich als Vampir aufwachte                         | Kanada                                                             | 5. Mai 2023 (Netflix)                         | 17. Oktober 2023 (Netflix)          | Fantasy, Drama                    | Der Hauptcharakter ist eine 13-jährige Halbvampirin. |
| 2024      | Love Sucks                                           | Deutschland                                                        | 31. Oktober 2024 (ZDFneo)                     | 31. Oktober 2024 (ZDFneo)           | Horror, Drama                     | Romeo & Julia-Variante in Frankfurt am Main |

### Zeichentrick
| Jahr       | Serientitel                       | Land                          | Erstausstrahlung                     | Deutsche Erstausstrahlung        | Anmerkung                                                         |
| ---------- | --------------------------------- | ----------------------------- | ------------------------------------ | -------------------------------- | ----------------------------------------------------------------- |
| 1973–1975  | The Addams Family                 | Vereinigte Staaten            | 8. September 1973 (NBC)              | 25. November 1995 (Sat.1)        | Remake der Realserie The Addams Family.                           |
| 1988–1991: | Ernest, der Vampir                | Frankreich                    | 1988 (France 3)                      | 2002 (SFB1)                      | Der Hauptcharakter ist ein Vampir.                                |
| 1988–1993  | Graf Duckula                      | Vereinigtes Königreich        | 6. September 1988 (ITV)              | 8. September 1990 (Das Erste)    | Der Hauptcharakter ist eine vegetarische Vampirente.              |
| 1991–1994  | Die Ketchup-Vampire               | Deutschland                   | 6. Oktober 1992 (ZDF)                | 6. Oktober 1992 (ZDF)            | Mehrere Hauptcharaktere sind Vampire.                             |
| 1992–1995  | The Addams Family                 | Vereinigte Staaten            | 12. September 1992 (ABC)             | 17. Februar 1996 (Sat.1)         | Remake der Realserie The Addams Family.                           |
| 1992       | Draculie – der gruftstarke Vampir | Frankreich                    | 7. September 1991 (FOX)              | 11. Oktober 2000 (K-Toon)        | Der Hauptcharakter ist ein Vampir.                                |
| 1994       | Monster Force                     | Kanada                        | Herbst 1994 (MCA TV)                 | -                                | Die Monster Force kämpft gegen übernatürliche Wesen, wie Dracula. |
| 1999–2000: | Vampire, Piraten, Aliens          | Vereinigtes Königreich        | 1999 (CITV)                          | 3. Oktober 2001 (KiKA)           | Nach dem Kinderbuch von Colin und Jacqui Hawkins.                 |
| 1999–2003  | Mona der Vampir                   | Kanada                        | 13. September 1999 (YTV)             | 29. Juli 2000 (ZDF)              | Die Hauptcharakterin ist ein Vampir.                              |
| 2003–2005  | Desmodus, der kleine Vampir       | Frankreich                    |                                      | 4. März 2006 (Das Erste)         | Der Hauptcharakter ist ein Vampir.                                |
| 2006–2010  | Die Schule der kleinen Vampire    | Italien/Luxemburg/Deutschland | 26. August 2006 (RBB)                | 26. August 2006 (RBB)            | Mehrere Hauptcharaktere sind Vampire.                             |
| 2016–2018  | Bunnicula                         | Vereinigte Staaten            | 6. Februar 2016 (Cartoon Network)    | 20. Juni 2016 (Boomerang)        | Der Vampir ist ein Kaninchen.                                     |
| 2017       | Vampirina                         | Vereinigte Staaten            | 1. Oktober 2017 (Disney Junior U.S.) | 11. Oktober 2017 (Disney Junior) | Mehrere Vampire in Haupt- und Nebenrollen.                        |

#### Anime
| Jahr      | Serientitel                                                                 | Land        | Erstausstrahlung                       | Deutsche Erstausstrahlung        | Anmerkung                                                                                        |
| --------- | --------------------------------------------------------------------------- | ----------- | -------------------------------------- | -------------------------------- | ------------------------------------------------------------------------------------------------ |
| 1982      | Don Dracula                                                                 | Japan       | 5. April 1982 (TV Tokyo)               | -                                | Mehrere Vampire in Haupt- und Nebenrollen.                                                       |
| 1985      | Vampire Hunter D                                                            | Japan       |                                        |                                  | Ein Wanderer kämpft gegen die Herrschaft der Vampire; er selbst ist zur Hälfte ein Vampir        |
| 1997–1998 | Vampire Miyu                                                                | Japan       | 6. Oktober 1997 (TV Tokyo)             | -                                | Die Hauptcharakterin ist ein Vampir.                                                             |
| 1999      | Master Mosquiton 99                                                         | Japan       | 30. September 1997 (TV Tokyo)          | -                                | Inaho (Hauptrolle) ist eine Vampirexpertin. Sie jagt einen Vampir, der ihre Mitschüler bedrohnt. |
| 1998      | Night Walker: Mayonaka no Tantei                                            | Japan       | 8. Juli 1998                           | -                                | Tatsuhiko Shido (Hauptrolle) ist ein Vampir.                                                     |
| 2000      | Vampire Hunter D: Bloodlust                                                 | Japan       |                                        |                                  | Fortsetzung des Films von 1985                                                                   |
| 2001–2002 | Hellsing                                                                    | Japan       | 10. Oktober 2001                       | -                                | Mehrere Vampire in Haupt- und Nebenrollen.                                                       |
| 2003      | Shingetsutan Tsukihime                                                      | Japan       | 9. Oktober 2003                        | -                                | Weibliche Hauptrolle ist ein Vampir.                                                             |
| 2004      | Legend of DUO                                                               | Japan       | 7. Oktober 2004                        | -                                | Mehrere Vampire in Haupt- und Nebenrollen.                                                       |
| 2003–2004 | Hitsuji no Uta                                                              | Japan       | 25. Mai 2003                           | -                                |                                                                                                  |
| 2004–2005 | Tsukuyomi – Moon Phase                                                      | Japan       | 5. Oktober 2004 (TV Tokyo)             | -                                | Weibliche Hauptrolle ist ein Vampir.                                                             |
| 2005      | Trinity Blood                                                               | Japan       | 28. April 2005 (WOWOW)                 | -                                | Mehrere Vampire in Haupt- und Nebenrollen.                                                       |
| 2005–2006 | Blood+                                                                      | Japan       | 8. Oktober 2005 (MBS, TBS)             | 7. Februar 2014 (ProSieben Maxx) |                                                                                                  |
| 2005–2006 | Cheeky Vampire                                                              | Japan       | 3. November 2005 (WOWOW)               | -                                | Die Hauptcharakterin ist ein Vampir.                                                             |
| 2006      | Hellsing Ultimate                                                           | Japan       | 10. Februar 2006                       | -                                | Mehrere Vampire in Haupt- und Nebenrollen.                                                       |
| 2006      | Black Blood Brothers                                                        | Japan       | 8. September 2006 Tokyo MX             | -                                | Mehrere Vampire in Haupt- und Nebenrollen.                                                       |
| 2008      | Rosario to Vampire                                                          | Japan       | 3. Januar 2008 (Tokyo MX)              | -                                | Die Hauptcharakterin ist ein Vampir.                                                             |
| 2008      | Vampire Knight                                                              | Japan       | 7. April 2008                          | -                                | Mehrere Vampire in Haupt- und Nebenrollen.                                                       |
| 2008      | Vampire Knight Guilty                                                       | Japan       | 6. Oktober 2008                        | -                                | Mehrere Vampire in Haupt- und Nebenrollen.                                                       |
| 2008      | Rosario to Vampire Capu2                                                    | Japan       | 2. Oktober 2008 (TV Osaka)             | -                                | Die Hauptcharakterin ist ein Vampir.                                                             |
| 2009      | Bakemonogatari                                                              | Japan       | 3. Juli 2009 (Tokyo MX)                | -                                | Der Hauptcharakter war ein Vampir.                                                               |
| 2010      | Dance in the Vampire Bund                                                   | Japan       | 7. Januar 2010 (AT-X)                  | 19. Oktober 2010 (Animax)        | Mehrere Vampire in Haupt- und Nebenrollen.                                                       |
| 2011      | Itsuka Tenma no Kuro Usagi (Alternativtitel: A Dark Rabbit Has Seven Lives) | Japan       | 9. Juli 2011 (TV Saitama)              | -                                | Vampir in Nebenrolle.                                                                            |
| 2011–2012 | Blood Lad                                                                   | Japan       | 8. Juli 2013 (TV Saitama, TV Kanagawa) | -                                | Der Hauptcharakter ist ein Vampir.                                                               |
| 2011      | Blade (Alternativtitel: Marvel)                                             | Japan / USA | 1. Juli 2011, (TV Saitama)             | 8. Dezember 2012 (Super RTL)     | Der Hauptcharakter ist der Halbvampir Blade.                                                     |
| 2012      | JoJo no Kimyō na Bōken                                                      | Japan       | 6. Oktober 2012 (Tokyo MX)             | 11. Mai 2021 (YouTube/Twitch)    | Dio Brando (Hauptrolle) wird durch eine antike Maske in einen Vampir verwandelt.                 |
| 2013      | Kakumeiki Valvrave (Genremix mit SF/Mecha)                                  | Japan       | 12. April 2013 (MBS)                   | -                                | Die Mechapiloten besitzen vampirische Verhaltensweisen.                                          |
| 2013      | Diabolik Lovers                                                             | Japan       | 16. September 2013 (A-TX)              | -                                | Mehrere Vampire in Haupt- und Nebenrollen.                                                       |
| 2013      | Strike the Blood                                                            | Japan       | 4. Oktober 2013 (AT-X)                 | -                                | Der Hauptcharakter ist ein Vampir.                                                               |
| 2015      | Owari no Seraph (Alternativtitel: Seraph of the End)                        | Japan       | 4. April 2015 (Tokyo MX)               | 11. Mai 2016 (ProSieben Maxx)    | In einer postapokalyptischen Welt kämpfen Menschen gegen Vampire.                                |
| 2015      | Jitsu wa Watashi wa (Alternativtitel: My Monster Secret)                    | Japan       | 7. Juli 2015 (Tokyo MX)                | -                                | Ein Hauptcharakter ist eine Vampirin an einer Highschool.                                        |
| 2016      | Servamp                                                                     | Japan       | 5. Juli 2016 (A-TX)                    | -                                | Mehrere Vampire in Haupt- und Nebenrollen.                                                       |
| 2016      | Shikong shitu (Alternativtitel: Bloodivores)                                | Japan       | 1. Oktober 2016 (Tokyo MX)             | -                                | Mehrere Vampire in Haupt- und Nebenrollen.                                                       |
| 2017      | Castlevania                                                                 | USA         | 7. Juli 2017 (Netflix)                 | 7. Juli 2017 (Netflix)           | Mehrere Vampire in Haupt- und Nebenrollen.                                                       |
| 2018      | Devils’ Line                                                                | Japan       | 7. April 2018 (Tokyo MX)               | März 2019 (DVD)                  | Ein Hauptcharakter ist ein bluttrinkender Dämon.                                                 |
| 2018      | Sirius the Jaeger                                                           | Japan       | 12. Juli 2018 (Tokyo MX)               | 21. Dezember 2018 (Netflix)      | Jede Menge Vampire, Vampirjäger und auch ein Werwolf.                                            |
| 2018      | Ms. Vampire who lives in my neighborhood.                                   | Japan       | 5. Oktober 2018 (AT-X)                 | 5. Oktober 2018 (Crunchyroll)    | Der Hauptcharakter ist ein Vampir.                                                               |
| 2021      | Tsuki to Laika to Nosferatu                                                 | Japan       | Oktober 2021                           |                                  | Der Hauptcharakter ist ein Vampir.                                                               |

### Einzelne Episoden
| Jahr      | Serientitel                                | Episode | Land                                                |
| --------- | ------------------------------------------ | --- | --------------------------------------------------- |
| 1969–1973 | Night Gallery                              | - 2x08 A Matter of Semantics - 3x15 How to Cure the Common Vampire | Vereinigte Staaten                                  |
| 1974–1975 | Kolchak, The Night Stalker                 | - 1x04 The Vampire | Vereinigte Staaten                                  |
| 1980–2010 | Doctor Who                                 | - 18x13-16 State of Decay - 26x08-12 Die Todesbucht der Wikinger - 5x06 Die Vampire von Venedig | Vereinigtes Königreich                              |
| 1985      | Der Hitchhiker                             | - 1x14 Die Gesetze der Nacht | Frankreich, Kanada, Vereinigte Staaten              |
| 1986      | Tales from the Darkside                    | - 2x21 Strange Love - 3x01 The Circus - 3x14 My Ghostwriter – The Vampire | Vereinigte Staaten                                  |
| 1986      | Twilight Zone                              | - 1x15 Monster - 1x21 Roter Schnee | Vereinigte Staaten                                  |
| 1988–1989 | Erben des Fluchs                           | - 1x13 Blutdurst - 3x07 Das Kreuz des Feuers | Kanada                                              |
| 1989      | Alfred Hitchcock präsentiert               | - 5x17 Konzert der Vampire | Vereinigte Staaten                                  |
| 1990      | Die Echten Ghostbusters                    | - 2x65 Der letzte seiner Art | Vereinigte Staaten                                  |
| 1991–1996 | Geschichten aus der Gruft                  | - 3x07 Der schüchterne Vampir - 4x13 Das Werwolf-Konzert - 6x13 Nacht über Alaska - 7x04 Zwei vom gleichen Schlag | Vereinigte Staaten                                  |
| 1994–1998 | Akte X – Die unheimlichen Fälle des FBI    | - 2x07 Drei - 5x12 Böses Blut | Vereinigte Staaten Kanada                           |
| 1996      | Baywatch Nights                            | - 2x09 Night Whispers | Vereinigte Staaten                                  |
| 1997      | Sliders – Das Tor in eine fremde Dimension | - 3x24 Gesang der Vampire | Vereinigte Staaten                                  |
| 1997–2000 | Begierde – The Hunger                      | - 1x13 Verführung mit Biß - 1x14 Mächte der Nacht - 1x15 Verlorene Seelen | Kanada, Vereinigtes Königreich                      |
| 1998      | Poltergeist – Die unheimliche Macht        | - 3x01 Transformation, Teil 1 - 3x02 Transformation, Teil 2 - 3x21 Das Heer der Untoten | Vereinigte Staaten, Kanada                          |
| 1999      | Hercules                                   | - 6x04 Blutdurst | Vereinigte Staaten, Neuseeland                      |
| 2000      | Urban Gothic                               | - 1x02 Vampirology | Vereinigtes Königreich                              |
| 2000      | Dragon Ball                                | - 3x16 Uranai Baba - 3x17 Keine Zeit für Angeber | Japan                                               |
| 2001      | Sabrina – Total Verhext!                   | - 6x01 Dreharbeiten mit einem Vampir | Vereinigte Staaten                                  |
| 2001      | Relic Hunter – Die Schatzjägerin           | - 1x20 Unter Vampiren | Frankreich, Vereinigte Staaten, Kanada, Deutschland |
| 2002      | Charmed – Zauberhafte Hexen                | - 4x18 Bite Me | Vereinigte Staaten                                  |
| 2005      | Masters of Horror                          | - 2x03 The V Word | Kanada, Vereinigte Staaten                          |
| 2005      | Smallville                                 | - 5x05 Schwarze Schwestern | Vereinigte Staaten, Kanada                          |
| 2006      | Dante’s Cove                               | - 2x03 Come Together - 2x04 Spring Forward - 2x05 The Solstice | Vereinigte Staaten                                  |
| 2005–2020 | Supernatural                               | - 1x20 Der Wunder-Colt - 2x03 Blutrausch - 2x07 Frisches Blut - 4x05 Monsterfilm - 6x05 Vampire weinen nicht - 6x07 Familienangelegenheiten - 7x22 Blutvergiessen - 8x05 Blutsbrüder - 8x09 Jagd auf Benny - 9x19 Alex Annie Alexis Ann - 9x20 Bloodlines | Vereinigte Staaten                                  |
| 2007      | The Dresden Files                          | - 1x00 Pilot - 1x05 Bad Blood - 1x08 Storm Front | Vereinigte Staaten                                  |
| 2008      | Bis aufs Blut (Fear Itself)                | - 1x01 Die Opferung | Vereinigte Staaten                                  |
| 2009      | Lost Tapes                                 | - 2x01 Vampire | Vereinigte Staaten                                  |
| 2009      | Die Zauberer vom Waverly Place             | - 2x26 Wizards vs. Vampires on Waverly Place - 2x27 Wizards vs. Vampires: Tasty Bites - 2x28 Wizards vs. Vampires: Dream Date - 2x29 Wizards & Vampires vs. Zombies                                                                                       | Vereinigte Staaten                                  |
| 2009      | Demons                                     | - 1x04 Suckers | Vereinigtes Königreich                              |
| 2010–2015 | Lost Girl                                  | - 1x08 Ärger mit Vex | Kanada                                              |
| 2018-     | Wellington Paranormal                      | - 1x05 A Normal Night | Neuseeland                                          |

### Webserien
| Jahr      | Serientitel                             | Land                   | Erstausstrahlung              | Deutsche Erstausstrahlung   | Anmerkung |
| --------- | --------------------------------------- | ---------------------- | ----------------------------- | --------------------------- | --- |
| seit 2001 | The Hunted                              | Vereinigte Staaten     | 22. April 2001 (thehunted.tv) | -                           | Über die Vampirjagd und Menschen, die von Vampiren gebissen worden sind, sich aber noch nicht verwandelt haben. |
| 2006      | Cherub, the Vampire with Bunny Slippers | Vereinigte Staaten     | 2. Februar 2006               | –                           | Parodieserie zu der Fernsehserie Angel – Jäger der Finsternis. |
| 2007      | 30 Days of Night: Blood Trails          | Vereinigte Staaten     | 13. September 2007 (FEARnet)  | -                           | George findet sich im Gefängnis wieder. Langsam wird erklärt, wie es dazu kam und was Vampire damit zu tun hatten. Mehrere Haupt- und Nebencharaktere sind Vampire. |
| 2008      | 30 Days of Night: Dust to Dust          | Vereinigte Staaten     | Juni 2008 (FEARnet)           | -                           | Weiterführung der Geschichte von George aus Blood Trails. Mehrere Haupt- und Nebencharaktere sind Vampire. |
| 2009      | Valemont                                | Vereinigte Staaten     | 21. September 2009 (MTV USA)  | 21. September 2010 (MTV)    | Der Bruder von Maggie ist eines Tages spurlos verschwunden. Maggie versucht dessen verschwinden aufzuklären und sucht den letzten Platz auf, an dem er lebend gesehen wurde, die Valemont Universität. Schnell stellt sie fest, dass dort merkwürdige Dinge vor sich gehen. Mehrere Haupt- und Nebencharaktere sind Vampire. |
| 2009      | I Kissed a Vampire                      | Vereinigte Staaten     | 13. Oktober 2009              | -                           | Mehrere Haupt- und Nebencharaktere sind Vampire. |
| 2009–2010 | I <3 Vampires                           | Vereinigte Staaten     | 18. März 2009 (Take180)       | -                           | Die Vampirfans Corbin and Luci bekommen einige Seiten aus ihrer Lieblingsromanreihe vor der Veröffentlichung des Romans und stellen diese im Internet ein. Die Autorin ist so wütend darüber, dass sie ihren neuen Roman nun nicht mehr veröffentlichen will. Luci und Corbin machen sich auf den Weg um die Autorin zu überzeugen es sich anders zu überlegen. Dabei erkennen sie, dass die Geschichten im Buch auf wahren Begebenheiten beruhen und treffen schon bald auf die ersten Vampire. Mehrere Haupt- und Nebencharaktere sind Vampire.                                                                             |
| 2010–2011 | Suck and Moan                           | Vereinigte Staaten     | 2010 (suckandmoan.com)        | -                           | Zombie Apocalypse aus der Sicht einer Vampir Gemeinschaft. |
| 2011      | Becoming Human                          | Vereinigtes Königreich | 30. Januar 2011 (BBC Three)   | -                           | Der Vampir Adam versucht ein neues Leben an der High-school anzufangen. Dabei trifft er auf den Geist Matt und den Werwolf Christa. Matt ist ermordet worden und die drei versuchen den Mord aufzuklären. Einer der drei Hauptcharaktere ist ein Vampir. |
| seit 2011 | Pax Aeterna                             | Deutschland            | Januar 2011 (paxaeterna.de)   | Januar 2011 (paxaeterna.de) | Geschichte über eine geheime Vampirgesellschaft. |
| seit 2014 | Carmilla                                | USA                    | 2014 (Vervegirl, YouTube)     |                             | Eines Tages verschwindet Betty, die Mitbewohnerin der Studentin Laura. Schon wenig später wird ihr eine neue Mitbewohnerin, Carmilla, zugeteilt. Laura kann sich mit dem Verschwinden ihrer ehemaligen Mitbewohnerin nicht abfinden und beginnt zu ermitteln. Dabei findet sie heraus, dass in ihrer Universität mysteriöse Dinge vor sich gehen. Zudem verhält sich ihre neue Mitbewohnerin seltsam. Sie schläft bei Tag und trinkt Blut und schon bald glaubt Laura, dass Carmilla etwas mit dem Verschwinden ihrer Mitbewohnerin zu tun haben können. Zu allem Übel beginnt sich Laura auch noch in Carmilla zu verlieben. |

## Vampirfilme in der Literatur
- Margit Dorn: Vampirfilme und ihre sozialen Funktionen. Ein Beitrag zur Genregeschichte, (= Europäische Hochschulschriften: Reihe 30, Theater-, Film- und Fernsehwissenschaften; Band 60), zugleich Lüneburg, Univ., Diss., 1994, Verlag Peter Lang, 1994, ISBN 3-631-47774-0, ISBN 978-3-631-47774-8
- Jelka Göbel: Neues Jahrtausend, neuer Vampirfilm? Kontinuität und Wandel eines Genres, Tectum Verlag, 2012, ISBN 3-8288-2946-5, ISBN 978-3-8288-2946-6
- Uli Jung: Dracula. Filmanalytische Studien zur Funktionalisierung eines Motivs der viktorianischen Populärliteratur, (= Filmgeschichte international; Band 4), zugleich Trier, Univ., Diss., 1997, Wissenschaftlicher Verlag Trier, 1997, ISBN 3-88476-259-1, ISBN 978-3-88476-259-2
- Stefan Keppler, Michael Will (Hrsg.): Der Vampirfilm. Klassiker des Genres in Einzelinterpretationen. Würzburg 2006, ISBN 978-3-8260-3157-1